# Amblypodia sophax
Amblypodia sophax är en fjärilsart som beskrevs av Mathew 1887. Amblypodia sophax ingår i släktet Amblypodia och familjen juvelvingar. Inga underarter finns listade i Catalogue of Life.